# Чемошур-Куюк
Чемошур-Куюк (удм. Чем-Куюк) — деревня в Алнашском районе Удмуртии, входит в Азаматовское сельское поселение. Находится в 15 км к востоку от села Алнаши и в 83 км к югу от Ижевска.
Население на 1 января 2008 года — 390 человек.

## История

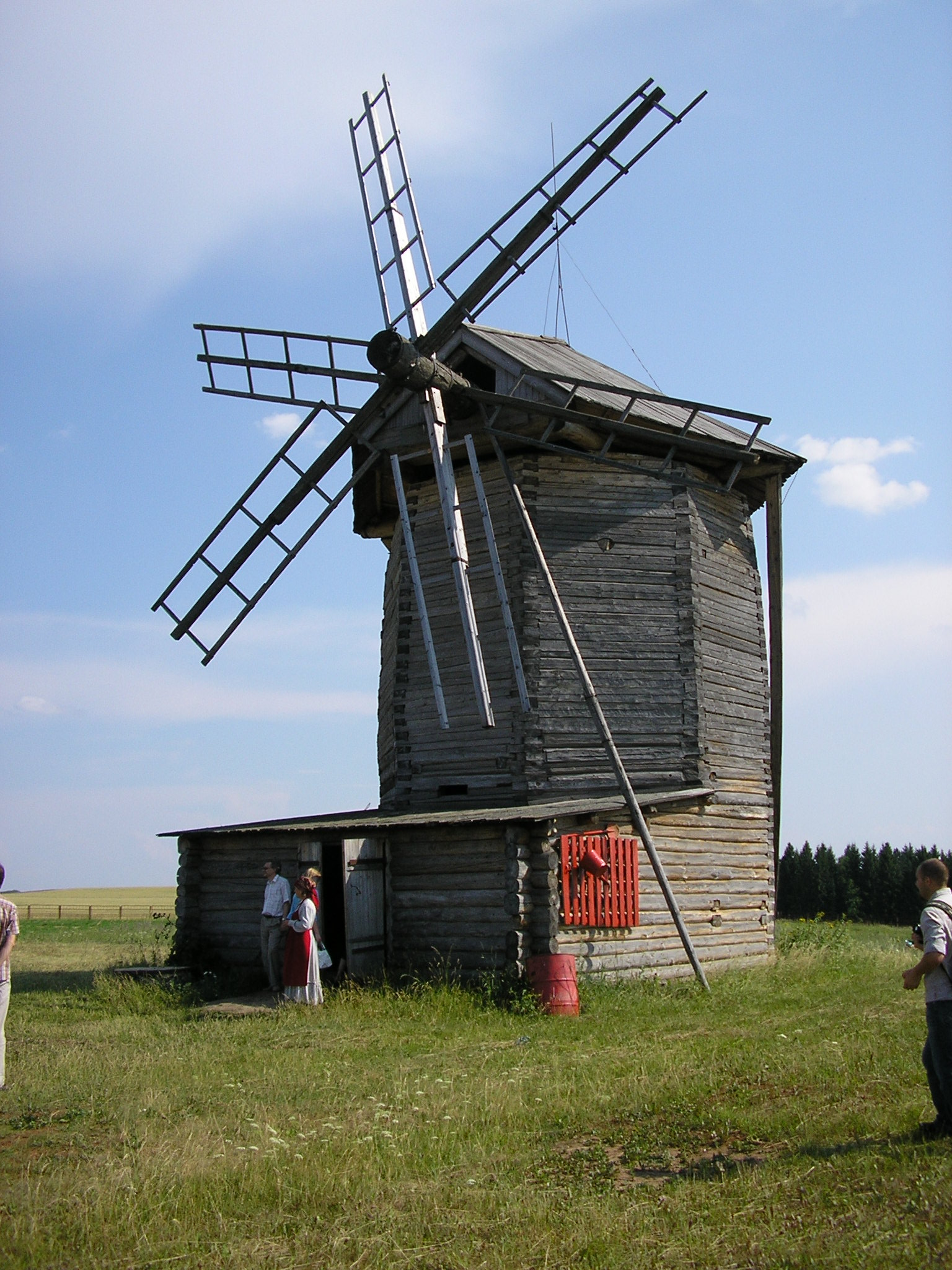
Ветряная мельница из деревни Чемошур-Куюк. В настоящее время располагается в этнографическом музеи Лудорвай.

В 1841 году открыт приход Спасо-Николаевской церкви села Варзи-Ятчи, среди прочих к новому приходу была приписана деревня Куюк. По итогам десятой ревизии 1859 года в 34 дворах казённой деревни Чемошур (Куюк) Елабужского уезда Вятской губернии проживало 95 жителей мужского пола и 104 женского. К 1897 году в деревне проживало 512 человек. После открытия прихода в селе Ключёвка при Вознесенской церкви, жители деревни стали прихожанами новой церкви.
В 1921 году, в связи с образованием Вотской автономной области, деревня передана в состав Можгинского уезда. В 1924 году при укрупнении сельсоветов был образован укрупнённый Чемошур-Куюкский сельсовет Алнашской волости, в состав которого включено 5 населённых пунктов. В 1929 году упраздняется уездно-волостное административное деление и деревня причислена к Алнашскому району, в том же году в СССР начинается сплошная коллективизация, в процессе которой в деревне образована сельхозартель (колхоз) «Горд Кизили».
- Драгомиров Петр Михайлович (1869 г.р.) — кулак.
- Драгомиров Николай Михайлович (1896 г.р.) — кулак.
- Драгомиров Иван Федорович (1900 г.р.) — кулак.
- Драгомирова Ксения (1869 г.р.) — член семьи кулака.
- Драгомирова Евгения (1884 г.р.) — член семьи кулака.
- Драгомиров Петр Петрович (1899 г.р.) — член семьи кулака.
- Драгомирова Татьяна Дмитриевна (1901 г.р.) — член семьи кулака.
- Драгомирова Анастасия Петровна (1910 г.р.) — член семьи кулака.
- Драгомиров Михаил Петрович (1913 г.р.) — член семьи кулака.
- Драгомирова Анна Николаевна (1926 г.р.) — член семьи кулака.
- Драгомирова Мария Петровна (1928 г.р.) — член семьи кулака.
- Драгомиров Петр Николаевич (1929 г.р.) — член семьи кулака.
- Драгомирова Елена Ивановна (1929 г.р.) — член семьи кулака.
- Тимошкин Алексей Андреевич (1871 г.р.) — член семьи кулака.
- Тимошкина Ольга Алексеевна (1916 г.р.) — член семьи кулака.
- Тимошкина Пелагея (1871 г.р.) — член семьи кулака.

В 1950 году проводится укрупнение сельхозартелей, образован колхоз «имени Кирова», в состав которого отошла деревня. В 1954 году Чемошур-Куюковский сельсовет упразднён, и деревня перечислена в Варзи-Ятчинский сельсовет, а в 1960 году — в Азаматовский сельсовет.
16 ноября 2004 года Азаматовский сельсовет был преобразован в муниципальное образование «Азаматовское» и наделён статусом сельского поселения.

## Социальная инфраструктура
- Чем-Куюковская основная школа — 99 учеников в 2008 году[13]
- Чем-Куюковский детский сад